# Ragay
Ragay es un municipio filipino de primera clase, perteneciente a la provincia de Camarines Sur, en la región de Bicolandia.

## Historia
Hacia mediados del siglo XIX, el lugar, por entonces perteneciente a Lupi, tenía alrededor de 70 casas. Aparece descrito en el segundo volumen del Diccionario geográfico, estadístico, histórico de las Islas Filipinas (1851) de Manuel Buzeta Núñez y Felipe Bravo con las siguientes palabras:

RAGAY: visita del pueblo de Lupi, en la isla de Luzon, prov. de Camarines Sur, dióc. de Nueva Cáceres; sit. en los 126° 24' 10" long. 13° 49' 30" lat. á la orilla derecha de un rio que nace en el declive meridional de las Tetas de Polantunas ó sea de los montes Labao, en terr. llano y clima templado. Tiene unas 70 casas y la de comunidad, una iglesia y una escuela de instruccion primaria. El terr. es montuoso y sus producciones así como su pobl. y trib. los incluimos en el art. de la matriz.
(Buzeta y Bravo, 1851, p. 413)

En 2020, tenía censados 59 770 habitantes.